# Bo amb opció de revenda
Un bo amb opció de revenda o bo retractable (en anglès: Puttable bond, Put bond o Retractable bond) és un bo normal i corrent, que incorpora una opció put; és equitatiu, però en sentit contrari, a un bo amb opció de recompra, el qual és un simple bo que incorpora una opció call. El tenedor del bo -bonista- té el dret, però no l'obligació, de demanar anticipadament el repagament del principal. L'opció put normalment es pot exercir tan sols en unes dates específiques.
És un tipus de bo que protegeix al tenedor: si el tipus d'interès augmentes, el valor futur dels pagaments del cupó es reduirà. En aquesta eventualitat, el tenedor del bo pot exercir l'opció de revenda i, efectivament, revendre el bo a l'emissor i adreçar el seu capital a un altre actiu financer amb un tipus d'interès més elevat. Com que aquest tipus de bo inclou l'opció put, els compradors d'aquest tipus de bo paguen uns preus més elevats pel producte, o dit d'una altra manera, accepten una rendibilitat a venciment menor amb relació a un bo normal. Però si l'emissor pateix una crisi de liquiditat, pot donar-se el cas que sigui incapaç de recomprar els bons dels tenedors. L'opció de venda no inclou que aquesta es pugui exercir en qualsevol moment, sinó que té unes dates específiques per a ser exercida.

## Pricing
El preu d'un bo amb opció de revenda és tot just oposat al d'un bo amb opció de recompra. Donat que una opció call i una opció put no són mútuament excloents, un mateix bo pot tenir ambdues opcions inserides.
- El preu d'un bo amb opció de revenda = Valor d'un bo normal + Valor de l'opció put (al ser més car, ofereix una rendibilitat menor)
- El preu d'un bo amb opció de recompra sempre ha de ser major que el valor d'un bo normal perquè el primer incorpora l'opció put pel tenedor.[2][3]
- La rendibilitat a venciment d'un bo amb opció de revenda és menor que la d'un bo normal.